# وندل سانتانا بيريرا سانتوس
وندل سانتانا بيريرا سانتوس (بالبرتغالية: Wendel Santana Pereira Santos‏) (8 أكتوبر 1981 في البرازيل - ) هو لاعب كرة قدم برازيلي في مركز الوسط. لعب مع أتلتيكو باراناينسي ونادي بالميراس ونادي بونتي بريتا ونادي سانتوس ونادي غوياس ونادي غريميو بارويري وإيراتي الرياضي ‏ وأتلتيكو يوفنتوس وUnião Futebol Clube ‏ ونادي بوا إيسبورت.

## وصلات خارجية
- وندل سانتانا بيريرا سانتوس على موقع قاعدة بيانات كرة القدم.إي يو (الإنجليزية)